# Медаль Нахимова
Медаль Нахимова — государственная награда СССР. Учреждена Указом Президиума ВС СССР от 3.03.1944 «Об учреждении военных медалей: медали Ушакова и медали Нахимова». Указом Президиума Верховного Совета РФ от 2 марта 1992 года № 2424-1 медаль оставлена в системе наград РФ до вступления в силу Указа Президента РФ от 2 марта 1994 года № 442 «О государственных наградах Российской Федерации».
Медаль выполнена по проекту архитектора М. А. Шепилевского.

## Положение о медали Нахимова
Медалью Нахимова награждались матросы и солдаты, старшины и сержанты, мичманы и прапорщики Военно-Морского Флота и морских частей пограничных войск.
Награждение медалью Нахимова производилось:
- за умелые, инициативные и смелые действия, способствовавшие успешному выполнению боевых задач кораблей и частей на морских театрах;
- за мужество, проявленное при защите государственной морской границы СССР;
- за самоотверженность, проявленную при исполнении воинского долга, или другие заслуги во время прохождения действительной военной службы в условиях, сопряженных с риском для жизни.

Медаль Нахимова носится на левой стороне груди и при наличии других медалей СССР располагается после медали «За боевые заслуги».
Всего было произведено свыше 13 000 награждений медалью Нахимова.
Положение о медали изменялось в 1947 и 1980 годах.

## Описание
Медаль Нахимова круглая диаметром 36 мм, из бронзы. Авторы проектного рисунка художники А. Л. Диоров, Б. М. Хомич, Н. А. Волков. Существует только один тип медали. Медаль изготавливалась из бронзы, из двух отдельных деталей. Ушко к медали крепилось методом пайки.
На лицевой стороне помещено рельефное изображение Нахимова в профиль. Вдоль краев медали — надпись «Адмирал Нахимов». Ниже профиля Нахимова — две лавровые ветви, на скрещении которых пятиконечная звёздочка. По краям медали — выпуклые точки.
На оборотной стороне медали — выпуклое изображение парусного корабля, обрамленное кольцом из троса, наложенного на два перекрещенных якоря. Круг с изображением корабля и якоря обрамлен якорной цепью. По краям медали — выпуклые точки.
В верхней части медали имеется ушко, которым медаль при помощи кольца соединена с пятиугольной металлической колодкой. На оборотной стороне колодки есть приспособление для крепления медали к одежде. Колодка обтянута шёлковой муаровой лентой синего цвета с тремя белыми продольными полосами шириной 3 мм каждая. Расстояние между белыми полосами 2 мм, расстояние между белой полосой и краем ленты 5,5 мм. Общая ширина ленты 24 мм.